# Аршалинський сільський округ (Денисовський район)
Аршали́нський сільський округ (каз. Аршалы ауылдық округі, рос. Аршалинский сельский округ) — адміністративна одиниця у складі Денисовського району Костанайської області Казахстану. Адміністративний центр — село Аршали.
Населення — 957 осіб (2021; 1590 у 2009, 2695 у 1999, 3506 у 1989).
Станом на 1989 рік існували Аршалинська сільська рада (села Аршали, Георгієвка, селища Алаколь, Набережний) та Комаровська сільська рада (село Комаровка, селища Октябрський, Первомайський). Село Октябрське було ліквідовано 2004 року, села Алаколь та Первомайське — 2017 року. 2019 року Комаровський сільський округ був перетворений в Комаровську сільську адміністрацію і одразу приєднаний до складу Аршалинського сільського округу.

## Склад
До складу адміністрації входять такі населені пункти:
| Населений пункт      | Старі назви   | Населення, осіб (1989) | Населення, осіб (1999) | Населення, осіб (2009) | Населення, осіб (2021) |
| -------------------- | ------------- | ---------------------- | ---------------------- | ---------------------- | ---------------------- |
| Алаколь, село        | -             | 249                    | 202                    | 40                     | -                      |
| Аршали, село         | -             | 846                    | 703                    | 499                    | 375                    |
| Георгієвка, село     | -             | 516                    | 343                    | 244                    | 173                    |
| Комаровка, село      | -             | 1001                   | 830                    | 524                    | 275                    |
| --Первомайське, село | Первомайський | 255                    | 187                    | 41                     | 1                      |
| Набережне, село      | Набережний    | 409                    | 369                    | 242                    | 133                    |
| Октябрське, село     | Октябрський   | 230                    | 61                     | -                      | -                      |